# Ferdinand av Mallorca
Ferdinand av Mallorca, född 1278, död 1316, var en prins av Mallorca. Han gifte sig med Isabella av Sabran och hävdade 1315 anspråk på furstendömet Achaea för sin sons räkning, men avled under striden. Hans son Jakob III av Mallorca kom dock 1324 att efterträda sin barnlöse farbror.